# Jonathan Young
Jonathan Young (29 de septiembre de 1944) es un psicólogo, mitógrafo y curador estadounidense fundador de los Archivos Joseph Campbell.

## Biografía

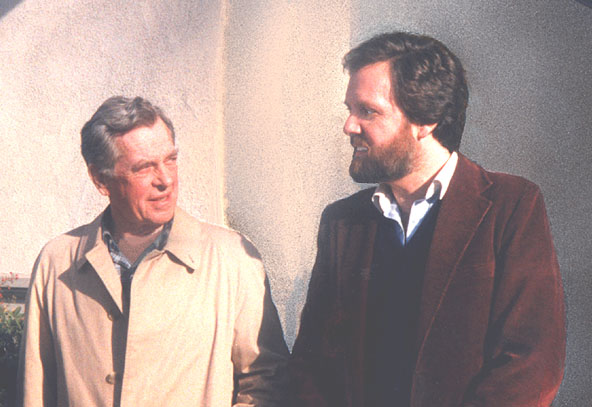
Joseph Campbell y Jonathan Young, Pacifica Graduate Institute, 1985.

Jonathan Young, PhD es un psicólogo y narrador que asistió al mitólogo Joseph Campbell durante varios años en seminarios y luego se desempeñó como curador fundador del Archivo y Biblioteca Joseph Campbell. Sus libros y artículos se centran en la mitología personal.
Es profesor en la University of Philosophical Research de Los Ángeles y también enseña en el Pacifica Graduate Institute de Santa Bárbara. Además, imparte clases para programas de escritura de guiones y asesora sobre guiones de películas para importantes estudios. Mantiene una práctica de consultoría privada en Santa Bárbara.
El Dr. Young aparece en muchos documentales, especialmente en History Channel. Es productor colaborador de la serie Ancient Aliens y figura como un experto destacado.

## Obra
- Saga: Best New Writings on Mythology[3]
- Artículo sobre Joseph Campbell, The Dictionary of Modern American Philosophers[4]